# Şah Sultan (figlia di Mustafa III)
Şah Sultan (turco ottomano:  شاہ سلطان, lett. "sovrana"; Istanbul, 21 aprile 1761 – Istanbul, 11 marzo 1803) è stata una principessa ottomana, figlia del sultano Mustafa III e della consorte Rifat Kadın.

## Origini
Şah Sultan nacque a Istanbul, nel Palazzo Topkapi, il 21 aprile 1761. Suo padre era il sultano ottomano Mustafa III, mentre sua madre era la consorte Rifat Kadın, una donna, contrariamente all'usanza, di nascita libera piuttosto che schiava. È stato invece smentito che sua madre possa essere Mihrişah Kadin, perché i documenti della sua nascita hanno stabilito la sua data di nascita a soli sette mesi prima della nascita del figlio certo di Mihrişah, Selim III.
Şah venne fidanzata due volte durante l'infanzia: il 24 aprile 1764 con il Gran Visir Köse Bahir Mustafa Pasha, e il 2 gennaio 1768 con il Gran Visir Nişancı Yağlıkçızade Mehmed Emin Pasha. Entrambi furono giustiziati entro un anno, Mustafa nel 1765 e Mehmed nel 1769.
Nel 1774 suo padre morì e Şah, con le sorellastre e le consorti, venne confinata nel Palazzo Vecchio.

## Matrimonio
Il 6 novembre 1778 Şah Sultan sposò, per ordine del nuovo sultano, suo zio Abdülhamid I, il visir Nişançı Seyyid Mustafa Pasha. I due vissero nel Palazzo Cağaloğlu ed ebbero due figlie naturali e una adottiva. 
Selim III, suo fratellastro, al momento della salita al trono, fu molto vicino a Şah e alle sue altre due sorellastre, Beyhan Sultan e Hatice Sultan, dal momento che le sue sorelle di sangue erano morte. Visitava spesso Şah nel suo palazzo e a volte si fermava per giorni. Tuttavia, è possibile che Şah soffrisse di problemi di salute, dal momento che era molto meno attiva delle altre principesse e lasciava raramente il suo palazzo sul mare.

## Discendenza
Dal suo matrimonio, Şah Sultan ebbe due figlie:
- Şerife Havva Hanımsultan (1680 - sei mesi dopo). Sepolta nel mausoleo Mustafa III.
- Aliye Hanımsultan (? - sei mesi dopo). Sepolta nel mausoleo Mustafa III.

Dopo la morte delle loro figlie, Şah e suo marito adottarono una bambina:
- New Hanim (? - ?). Morì a diciotto anni.

## Morte
Şah Sultan morì l'11 marzo 1803 nel suo palazzo, dieci anni prima di suo marito. Venne sepolta nel suo mausoleo a Eyüp. 

## Beneficenza
Şah Sultan venne descritta come una donna devota e caritatevole.
Nel 1792 commissionò una fontana a Kasım Gönanî, a Yeşildirek e nel 1800 commissionò un complesso vicino al mausoleo Zal Mahmud Pasha a Eyüp, che comprendeva una moschea, una scuola, una fontana e il suo stesso mausoleo, dove venne poi sepolta. 